# Горяны (Львовская область)
Горяны (укр. Горяни) — село в Рава-Русской городской общине Львовского района Львовской области Украины.
Население по переписи 2001 года составляло 279 человек. Занимает площадь 0,75 км². Почтовый индекс — 80320. Телефонный код — 3252.